# Acoc (Acurenam)
Acoc ist ein Ort in Äquatorialguinea.

## Lage
Der Ort befindet sich in der Provinz Centro Sur auf dem Festlandteil des Staates. Er liegt in der Nähe von Acurenam an einer Verkehrsroute nach Osten Richtung Oveng. Die nächsten Siedlungen sind San Carlos im Westen und Sogo im Nordosten.

## Klima
In der Stadt, die sich nah am Äquator befindet, herrscht tropisches Klima.